# الطيبة (مرجعيون)
الطيبة (مرجعيون)- هي إحدى قرى قضاء مرجعيون في محافظة النبطية اللبنانية. وهي واحدة من قرى جبل عامل الواقعة في جنوب لبنان. تقع الطيبة على تلتين متقابلتين في الشمال والجنوب، يحدُّها من الشمال وادي ومجرى نهر الليطاني وأرض بلدة دير ميماس، ومن الشرق أراضي بلدتي العديسة وكفركلا ومن الجنوب بلدات العديسة، رب ثلاثين، بني حيَّان، طلوسة، ومن الغرب أراضي بلدات دير سريان وعدشيت والقنطرة، وتتميز بعددٍ من المداخل التي تربطها بجيرانها.

## التسمية وأصولها
هناك ثلاثة احتمالات وراء تسمية هذه القرية بـ"الطيبة"، وهي:
- الاحتمال الأول تحريف اسم "taybuta" من السريانية والآرامية ويعني الجود والحسن والنعمة.
- الاحتمال الثاني تحريف ”m tayybe“ ويعني : الأرض المهيئة والمعدة، ( في العامية يقال طيب الأرض أي أعاد فلاحتها مراراً وهيأها للبذار). أو بشكل مختصر "الأرض المستصلحة للزرع".[4]
- الاحتمال الثالث الطيبة من العربية.[3]

## الموقع
تقع بلدة الطيبة في القطاع الأوسط من المنطقة التي احتلّتها إسرائيل سابقاً. تبلغ مساحتها 45000 دونماً، وترتفع عن سطح البحر 725 م. تبعد عن العاصمة بيروت حوالي 89 كلم وعن مركز القضاء مرجعيون حوالي 18 كلم، أما بعدها عن مركز المحافظة في النبطية فهو بحدود 30 - 35 كلم.
والطيبة (مرجعيون) من بين البلدات التي وقعت تحت الاحتلال الإسرائيلي داخل ما سمي بالحزام الأمني علي مدى حوالي (22) سنة إلى أن كان التحرير في عام 2000م. وأهم الزراعات فيها الحبوب والتبغ والزيتون.
أما عن الطرق المؤدية لقرية الطيبة فهي:
- النبطية _ كفرتبنيت _كفركلا _ عديسة _ الطيبة (50 كلم) .
- النبطية _ قعقعية الجسر _علمان الشومرية _ ديرسريان_ الطيبة (27 كلم) .
- النبطية _قعقعية الجسر _ الغندورية _ القنطرة _ الطيبة (37 كلم).
- صور _ بنت جبيل _ الطيبة (145 كلم) .

## السكان
- عدد المساكن : 1313.
- السكان المسجلون : 16000 نسمة .
- عدد الناخبين عام 2000 : 7000 ناخب .
- عدد المقترعين صيف 2000 : 2464 مقترع .
- عدد الناخبين عام 2004 : 6095 ناخب .
- عدد المقترعين عام 2004 : 2900 مقترع .

أما عن أهم العائلات التي تسكن قرية الطيبة (مرجعيون) فغالبتها من الشيعة والتي تتمثل في: ابو طعام، الاسعد، اشمر، جهجاء، حبيش، حرب، حزوري، حمود، حيدر، خزعل، ذياب، رسلان، رمال، رمضان، ريحاني، شرف الدين، شومر، صالح، صولي، طالب، عباس، عربيد، عواضة، غيث، فتوني، فياض، قازان، قعيق، قوصان، كاظم، مبارك، مرعي، مرمر، مستراح، منصور، ابراهيم، يحيى، نصرالله.

## عين الطيبة (العين الفوقا).
أحد المواقع والمناظر المميزة في بلدة الطيبة (مرجعيون)، وهي عين الأرض نحو السماء (عين الفوقا) والتي لا مثيل لها إلا في إيطاليا وفلسطين، وهي من أجمل العيون وأقدمها في جنوب لبنان وجبل عامل، وقد بنيت منذ أكثر من مائتي عام تقريبًا أيام العثمانيين، فيما يرجح علماء الآثار أن يعود تاريخها إلي ما قبل الميلاد، وكانت لها قنطرة عند مدخلها هوت بفعل القدم والإهمال، وقد تم ترميم العين من قبل بلدية الطيبة وتنظيفها من الأوساخ؛ ويرجِّح آخرون أن يكون أبناء علي الصغير، وهو الجد الأكبر لآل الأسعد، هم من حفروها عندما استقروا في تلك المنطقة. ويردِّد البعض أنَّ عمرها من عمر الضيعة القديمة، أو قد تكون تاريخية رومانية نظراً إلى أسلوب بنائها الشبيه ببعض المدارج الرومانية. كان الأهالي يعتمدونها مصدراً رئيساً لشرب الماء السلسبيل. تقصدها الصبايا والنّسوة لنقل المياه منها إلى البيوت، معبّأة بالجرار فوق رؤوسهن، ويعتقد الأهالي أنها تنبع من مكان غير مكانها، وتغور وسط موقعها «الدائري» لتتفجّر مجدّداً قرب «العين التحتا» .

## وصلات خارجية
- موقع الطيبة.
- تقرير مصور عن بلدة الطيبة
- موقع بلدية الطيبة الطيبة الرسمي.